# Seznam angleških generalov
Seznam angleških generalov.

## B
- Isaac Brock
- Redvers Buller

## G
- George Gorringe

## I
- Henry Ireton

## R
- William R. Robertson
- John Rosworm

## S
- Ernest Swinton

## W
- Digby Willoughby
- James Wolfe